# 人類孟德爾遺傳學
人類孟德爾遺傳學（英語：Mendelian Inheritance in Man，缩写MIM）是一個數據庫將現時所知的遺傳病分類，並且連接相關的人類基因組中的基因。這個數據庫出版了名為《孟德爾遺傳定律說明》，最新的版本是第12版。它亦有網上版本，稱為人類孟德爾遺傳在线（英語：Online Mendelian Inheritance in Man，簡稱OMIM）。
OMIM™及Online Mendelian Inheritance in Man™是約翰·霍普金斯大學的商標。

## 收集過程
這個數據庫的資料是由維克托·麥庫西克醫生的帶領下，在約翰·霍普金斯大學所收集及處理，並由一組科學作者及編輯協助。相關的文章經過鑑定、討論及編寫在數據庫內成為相關的條目。

## MIM編號
每一種疾病及基因會有一個獨特的六個位編號，編號的頭一個號碼是遺傳方式的分類：如頭一個號碼是1，即是指染色體顯性遺傳；如果是2，就是指染色體隱性遺傳；若是3，則是與X連鎖。無論如何編號，在第12版的MIM中，所有編號皆會加上方括號，某些當中會有*標（*標代表已知的遺傳模式；若在編號前加上一個符號（#），則代表病徵是因2個或以上的基因突變而成）。舉例來說，佩利措伊斯—梅茨巴赫病（MIM*169500）就是指已知的、染色體的、顯性的、孟德爾疾病。
| 首號碼 | MIM編號範圍   | 遺傳方式                                        |
| 1      | 100000-199999 | 染色體顯性位點或外顯特質（於1994年5月15日創建） |
| 2      | 200000-299999 | 染色體隱性位點或外顯特質（於1994年5月15日創建） |
| 3      | 300000-399999 | X連鎖位點或外顯特質                             |
| 4      | 400000-499999 | Y連鎖位點或外顯特質                             |
| 5      | 500000-599999 | 線粒體位點或外顯特質                            |
| 6      | 600000-       | 染色體位點或外顯特質（於1994年5月15日創建）     |